# Saint-Branchs
Saint-Branchs är en kommun i departementet Indre-et-Loire i regionen Centre-Val de Loire i de centrala delarna av Frankrike. Kommunen ligger i kantonen Chambray-lès-Tours som tillhör arrondissementet Tours. År 2022 hade Saint-Branchs 2 632 invånare.

## Befolkningsutveckling
Antalet invånare i kommunen Saint-Branchs
Referens:INSEE